# Holme Valley
Holme Valley är en civil parish i Storbritannien.   Den ligger i distriktet Kirklees i grevskapet West Yorkshire i riksdelen England, i den centrala delen av landet, 250 km nordväst om huvudstaden London.